# Stettener Pulvermächer

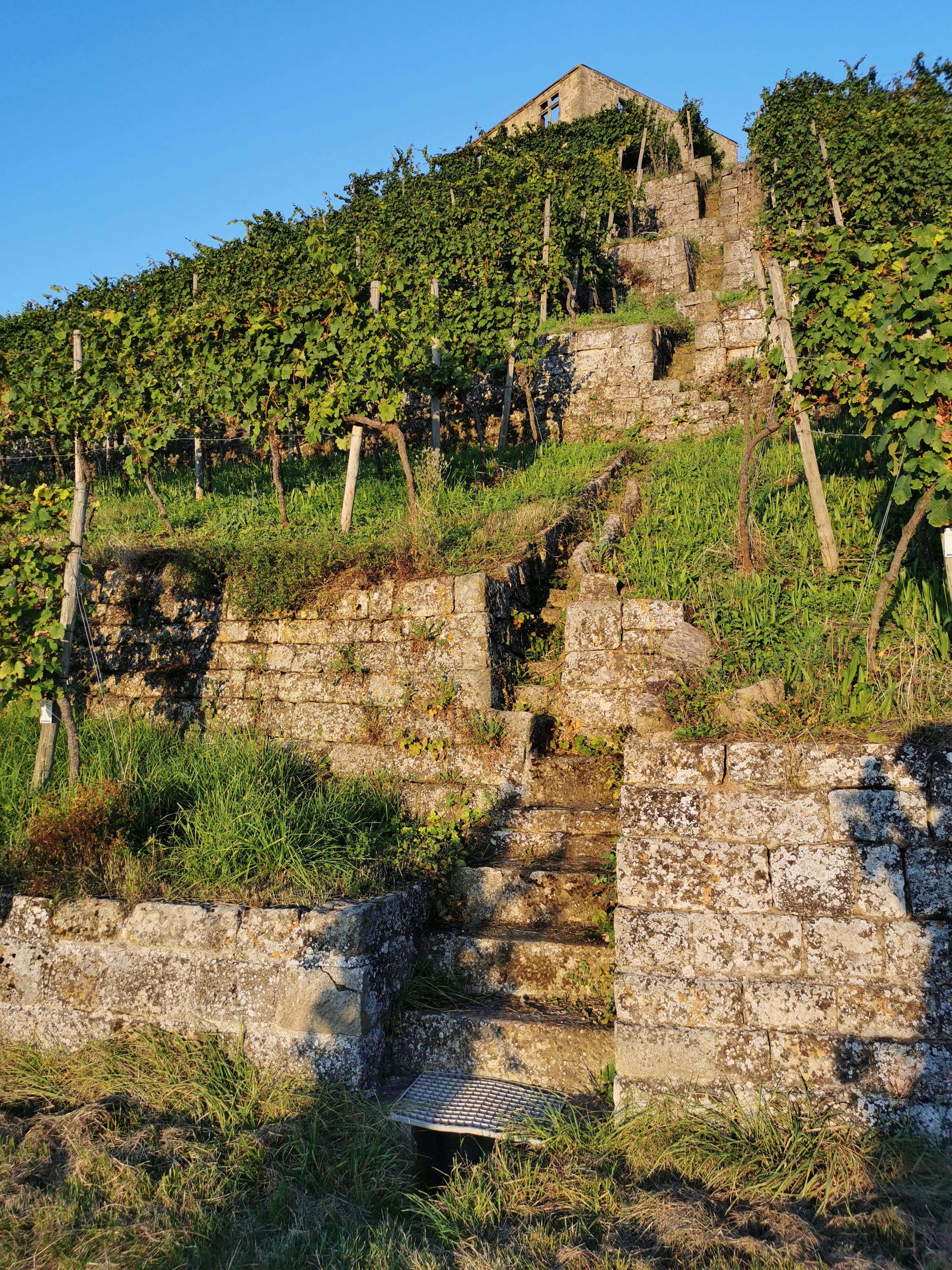
Stettener Pulvermächer unter der Yburg

Der Stettener Pulvermächer ist eine Weinlage in Stetten im Remstal im Rems-Murr-Kreis. Sie befindet sich im Weinbaugebiet Württemberg und grenzt an die Yburg an.
Ein Teil der Lage wird in der VDP-Qualitätspyramide als „Große Lage“ gekennzeichnet. Es wird vorwiegend Riesling angebaut.

## Beschreibung
Die Weinlage am rechten Hang über dem Stettener Haldenbach, direkt unterhalb der Sieben Linden hat eine, nach Süden exponierte Hangneigung von bis zu 25 Prozent, Trockenmauern schützen teilweise ihre Sandstein-Terrassen vor der Erosion. Sie hat eine Fläche von 54 ha auf buntem Mergel und Keuperverwitterung sowie Kieselsandstein und Schilfsandstein. Die Lage befindet sich zwischen 330 und 360 Meter über dem Meeresspiegel grenzt an die Weinlage Brotwasser an.
Die Lage wurde 1650 erstmals erwähnt. 1971 wurde im Rahmen einer Rebflurbereinigung die Fläche um 37,3 ha erweitert.
Der Name der Weinlage hängt mit der nahegelegenen Steingrube zusammen. Dort wurden durch den Pulvermächer (Alte Berufsbezeichnung für einen Sprengmeister) Steinsprengungen vorgenommen.
Die klassifizierte Fläche beträgt 6,92 ha. Auf dieser wird von den Weingütern Karl Haidle, Aldinger und Beurer angebaut.